# Caraipa myrcioides
Caraipa myrcioides är en tvåhjärtbladig växtart som beskrevs av Adolpho Ducke. Caraipa myrcioides ingår i släktet Caraipa och familjen Calophyllaceae. Inga underarter finns listade i Catalogue of Life.